# フローラ号
フローラ号（フローラごう）は、東京都品川区・渋谷区と秋田県秋田市を結ぶ夜行高速バスである。
小田急バス（運行開始当時）・秋田中央交通の各社とも、初めての高速バス路線であった。
一時期、協和・角館停車便を運行していたことがあり、その時期は直行便はフローラEX号として運行されていた。

## 運行会社
- 小田急ハイウェイバス（世田谷営業所）
- 秋田中央交通（秋田営業所）
  - 両社とも乗務員2名で運行。

## 運行経路および停車停留所
フローラ号（2025年5月15日からの現行経路）
新宿南口（バスタ新宿） - 大宮駅西口 - （東北自動車道） - （北上JCT） - （秋田自動車道） - （秋田中央IC） - 秋田駅東口 - 長崎屋バスターミナル
フローラ号・大崎駅始発臨時便（2025年時期未定からの現行経路）
大崎駅バスターミナル - 新宿南口 - 大宮駅西口 - （定期便と同経路） - 秋田駅東口 - 長崎屋バスターミナル

### 過去の運行経路
フローラ号（2016年4月4日から2025年5月11日までの経路）
（ハイアットリージェンシー東京 → ）新宿駅西口（小田急ハルク前）・新宿南口（バスタ新宿） - 大宮駅西口 - （東北自動車道） - （北上JCT） - （秋田自動車道） - （秋田中央IC） - 秋田駅東口 - 長崎屋バスターミナル
※ハイアットリージェンシー東京は下り秋田行のみ停車。また、両方向とも新宿駅西口 → 新宿南口の順に停車。
※新宿南口（バスタ新宿）は1号車のみ停車。
フローラ号・大崎駅始発臨時便（2016年4月28日から時期不明までの経路）
大崎駅バスターミナル - 新宿駅西口（小田急ハルク前） - 大宮駅西口 - （定期便と同経路） - 秋田駅東口 - 長崎屋バスターミナル
フローラ号（2008年8月5日から2016年4月3日までの経路。直行便・1997年8月1日から2008年8月4日までは「フローラEX号」）
ハイアットリージェンシー東京 - 小田急ハルク前 - （新宿ランプ） - （首都高速4号新宿線） - （三宅坂JCT） - （首都高速都心環状線） - （江戸橋JCT) - （首都高速6号向島線） - （堀切JCT） - （首都高速中央環状線） - （江北JCT） - （首都高速川口線） - （川口JCT） - （東北自動車道） - （北上JCT） - （秋田自動車道） - （秋田中央IC） - 秋田駅東口 - 長崎屋バスターミナル
※途中、上河内SA・国見SA・前沢SAで乗務員交代のため停車するが、途中休憩はなく、緊急時以外、乗客は車外に出ることはできない。
フローラ号（途中停車便・1997年8月1日から2008年8月4日まで運行、1998年8月21日からは季節運行便）
ハイアットリージェンシー東京 - 新宿駅西口（小田急ハルク前） - （現行経路と同じ） - （東北自動車道） - （盛岡IC） - （国道46号） - 角館（武家屋敷入口） - 協和（羽後境駅入口・協和観光ドライブイン前） - （国道13号） - 秋田駅東口 - 長崎屋バスターミナル

## 歴史

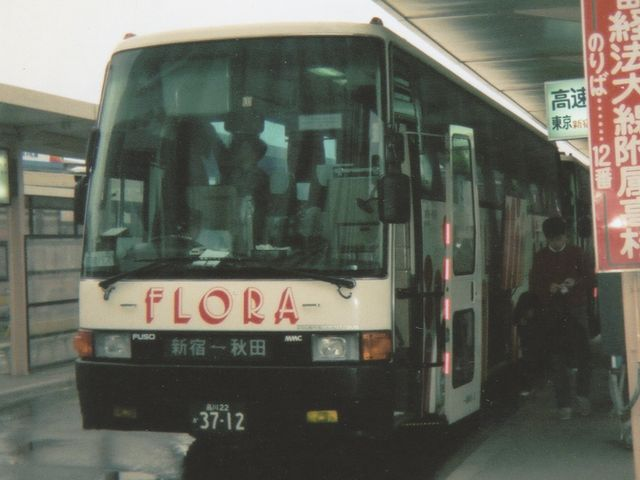
運行開始当初の車両（小田急バス No.1）

- 1988年（昭和63年）2月17日 - 運行を開始[1]。運行開始当時は運行距離668kmとノクターン号に次いで日本国内で2番目に長距離を走る高速バスであった[1]。
- 1993年（平成5年）2月1日 - 途中経路上の角館と協和（羽後境）に停留所を新設。
- 1997年（平成9年）8月1日 - 秋田自動車道北上西IC - 湯田IC間の開通を受けて、協和・角館停車便の運行を開始。毎日運行の直行便は愛称を「フローラEX号」に改称。
- 1998年（平成10年）8月21日 - 協和・角館停車便を季節運行に変更。
- 2000年（平成12年）8月1日[要検証 – ノート] - 分社化により、小田急バス担当便が小田急シティバスに移管。
- 2005年（平成17年）7月1日 - 秋田駅西口発着から秋田駅東口発着に変更。
- 2008年（平成20年）8月5日 - 季節運行の協和・角館停車便を廃止（2008年5月5日が事実上の最終運行）し、毎日運行の直行便の「フローラEX号」を「フローラ号」に改称。
- 2011年（平成23年）1月11日 - この日の乗車分より学割運賃を設定[2]。
- 2014年（平成26年）4月1日 - 運賃改定[3]。
- 2016年（平成28年）4月4日

バスタ新宿の開業に伴い、新たに新宿南口（バスタ新宿）停留所が追加（ただし、同停留所を経由するのは1号車のみ）。また、秋田発の便はハイアットリージェンシー東京まで運行せず、新宿南口（バスタ新宿）で運行が打ち切られることになった（東京側の始発地は、ハイアットリージェンシー東京のまま継続）。
新たに大宮駅西口を経由。
また、3号車までは3列シートの車両が運用されるが、4号車以降の続行便は原則トイレなしの4列シート車に変更された。
併せて、繁忙期に限り一部便の起終点を大崎駅まで延長することになった。
- 2019年（令和元年）
  - 6月30日 - この日の運行を最後に小田急シティバス担当便でのドリンクサービスが終了[7]。
  - 10月1日 - 消費税率改定に伴い、運賃を改定[8]。
- 2020年（令和2年）
  - 4月8日 - 新型コロナウイルスの影響による需要の減少に伴い、この日の出発便から当面の間運休[9][10]。
  - 7月1日 - この日の出発便より運行再開[11][12]。
  - 8月18日 - この日の出発便より再度運休[13][14]。
- 2021年（令和3年）11月4日 - この日の出発便より週末（木曜日 - 日曜日出発）限定で運行再開（同年12月1日出発便より毎日運行予定）[15][16]。
- 2022年（令和4年）
  - 1月1日 - 東京側の運行会社が、小田急シティバスから小田急ハイウェイバスに変更。
  - 2月1日 - この日の出発便より当面の間運休[17][18]。
  - 11月3日 - 臨時便・続行便が出る場合を除き、秋田発が木土、新宿発が金日出発便のみの運行となる。
- 2025年（令和7年）
  - 5月15日 - 新宿側の停留所が、新宿南口のみとなった。
  - 9月2日 - 臨時便・続行便が出る場合を除き、秋田発が火木土、新宿発が水金日出発便のみの運行となる。

## 乗車券
- 全席予約指定制。あらかじめ乗車券を購入しなければならない。紛失あるいは自宅に忘れるなどして乗車券を提示できない場合は、再度の予約発券が必要。
- 1か月前より小田急ハイウェイバスおよび小田急バスの取り扱い拠点、秋田中央交通高速バス予約センターおよび各営業所、またはJTBの店舗で発売（ローソン<店頭端末「Loppi」>・ミニストップ<店頭端末「MINISTOP Loppi」>・ファミリーマート（マルチメディアコピー機を使用）・セブン-イレブン（マルチメディアコピー機を使用）でも予約・発券が可能）。2022年7月から2023年3月22日までコンビニ発券の取り扱いを中止していたが、再開後は、事前に電話予約などを行ったうえで予約番号を入手してからでないと発券ができなくなった。
- 学割制度あり。購入時および乗車時に学生証の提示を要する（往復利用時は、片道料金2回分の支払いとなる）。
- 往復割引あり。スタンプカード（新規配布は令和5年5月31日を以て終了）を導入している。

## 使用車両
原則として、独立3列シートトイレつきのスーパーハイデッカーが使用される。小田急ハイウェイバス便は三菱ふそう・エアロクィーンが使用され、秋田中央交通便はいすゞ・ガーラ、日野・セレガ、三菱ふそう・エアロクィーンが使用される。
運行開始当初の車両は、両社とも「FLORA」と書かれた専用車で、小田急バスが三菱スーパーエアロII、秋田中央交通は日野・グランジェットを使用していた。後に小田急バスでは愛称を消去した上で「ODAKYU」と書き、他路線との共通運用を可能にしていた（小田急シティバス及び小田急ハイウェイバス移行後も同様）。
2台での運用の場合は、概ね、1号車が小田急ハイウェイバス、2号車が秋田中央交通が担当する形（通常、3号車は続行便）となっており、小田急ハイウェイバス担当便が新宿高速バスターミナルに乗り入れる事になる。
なお、繁忙期には両社とも続行便にトイレがついていない貸切車を使用することがあり(2016年4月4日以降は、原則的に4号車以降の続行便が設定されるケース)、その場合には運賃（大人片道・小人片道のみ）が割引となる（ただし、往復割引の対象外となる）。
秋田中央交通側の続行便は、基本的には4列シートの貸切塗装の車両が使用される。貸切車が足りない場合、フローラ号と同デザインの仙秋号のトイレ付き4列シート車が充当されることがある（フローラ号はオレンジ・仙秋号は緑又は青）。空港リムジン車両（貸切とデザインは同じだが字体が違う）や秋田県内の高速路線（空港リムジンの空き車両を使用）が続行便に使用されることは現在は無いが、逆に仙秋号車両が空港リムジンや県内高速に充当されたり、フローラ号車両が仙秋号に充当される場合がある。